# Virgínia Coutinho
Virgínia Coutinho (Moreira de Cónegos), foi uma figura de destaque e referência do marketing digital em Portugal. Fundou a Lisbon Digital School e foi responsável pela criação do Upload Lisboa.

## Percurso
Virgínia Manuela Coutinho Pereira, nasceu no concelho de Guimarães em Moreira de Cónegos. 
Estudou gestão de espaço e merchandising visual na London College of Fashion da University of the Arts. Seguiu-se a Escola Superior de Educação de Coimbra onde fez a licenciatura em Comunicação de Marketing e o Instituto Superior de Ciências do Trabalho e da Empresa onde obtém o mestrado em Gestão de Empresas.
O seu percurso profissional teve inicio em 2009 na agência Ivity Brand Corp tendo passado pela EDP, onde integrou a equipa de comunicação e marca, e pelas agências Stepvalue e Up Partner, antes de partir para o Brasil em 2014. 
No Brasil, foi morar e trabalhar na Socialbakers em São Paulo, onde começou como consultora em social media e marketing digital na América do sul.  Durante este período, também trabalhou como representante do Facebook Brasil junto de empresas. 
Em 2016, foi nomeada Diretora de Estratégia de Produto da Socialbakers, mudando-se para Praga, onde são os escritórios centrais da empresa, tendo sido promovida no mesmo ano a Directora de Marketing Global.
Depois de três anos a trabalhar na Socialbakers, Virgínia Coutinho despediu-se em dezembro de 2016 e inscreveu-se numa ação de voluntariado em Xai-Xai, Gaza, Moçambique, através da Associação Um Pequeno Gesto, em fevereiro de 2017. Durante dois meses, deu aulas a crianças dos três aos cinco anos e apoio escolar até ao sexto, bem como apoio na distribuição local de comida. De Moçambique trouxe um conjunto de capulanas e a ideia de criar uma marca solidária de moda que contribuísse para ajudar vários projetos em Moçambique, a Kutsaka, que quer dizer felicidade em changana, um dos dialetos locais. O lucro das vendas da marca, cujos tecidos usados nas peças são comprados aos comerciantes e fabricantes locais, revertia totalmente para duas instituições: a Um Pequeno Gesto e a Makobo.
Regressa a Portugal em 2017, onde integra o projecto de formação da Google denominado de Atelier Digital, do qual se torna formadora. 
Funda, em 2018, a Lisbon Digital School, uma escola de formação dedicada à área do marketing digital. O lançamento oficial foi assinalado com um evento, no Palácio Sotto Mayor, em Lisboa, a 5 de Maio desse ano. Em 2019, a escola estabeleceu uma parceria com o INDEG-ISCTE para lançar três programas avançados direcionados a executivos na área do marketing digital.
Também em 2019, retoma o Upload Lisboa, evento que criara em 2009, quando o marketing digital ainda estava na fase inicial, e que teve mais quatro edições até 2014, ano em que Virgínia Coutinho se mudou para o Brasil. Em 2019, a 6ª edição do Upload Lisboa foi organizada pela Lisbon Digital School e contou com oradores com carreiras profissionais internacionais como o estrategista Rob Campbell, o data scientist Ricardo Cappra e o diretor criativo Hugo Veiga.
Em Fevereiro de 2021, Virgínia Coutinho foi a convidada especial da sessão do workshop "Falando da Europa" dedicada ao tema "Competências Digitais" e organizada pelo MediaLab do Diário de Notícias e do Espaço Europa, com o apoio da Representação da Comissão Europeia e do Gabinete do Parlamento Europeu em Portugal. Neste workshop, cujo objectivo era explicar o mundo digital e as profissões do futuro, participaram os alunos da Escola Profissional Bento de Jesus Caraça e da Escola Secundária Quinta das Palmeiras.
Virgínia Coutinho, faleceu vitima de cancro no dia 20 de Abril de 2021, dois meses após o diagnóstico. 

## Legado
Nas suas últimas semanas de vida, Virgínia Coutinho dedicou-se à criação do Fundo Virgínia Coutinho. Este fundo irá apoiar o projecto de mentoria Tech4Good da associação moçambicana Girls Move, através do qual se pretende preparar futuras líderes. 

## Prémios e Reconhecimento
Foi galardoada com um dos Oscares do Marketing Digital Feminino, atribuídos pela E-Goi em 2017. 
Participou como júri nos Prémios Eficácia em 2020 que galardoam o trabalho das agências de publicidade e anunciantes. 
Em 2021, o então presidente da comissão executiva do INDEG – ISCTE, José Crespo de Carvalho, instituiu o Prémio Virgínia Coutinho que visa distinguir o grupo de alunos da pós-graduação em applied digital marketing. 
A Assembleia da República portuguesa emitiu um voto de pesar pela sua morte. 

## Obras Seleccionadas
Foi colunista de publicações como Imagens de Marca e da revista Meios & Publicidade para a qual escrevia mensalmente uma crónica sobre o Facebook. 
Para além disto foi autora e co-autora de livros sobre as redes sociais e marketing digital:
- 2014 - The Social Book: Tudo o que precisa de saber sobre o Facebook, editora Almedina, ISBN 9789896940706 [32][33]

- 2019 - Marketing Digital para Empresas, Perfil Criativo Edições, ISBN 9789895413942 [34]

## Ligações Externas
- Virgínia Coutinho conversa sobre MARKETING INTERNACIONAL

- Imagens de Marca: entrevista a Virgínia Coutinho